# جورج هارفي
جورج هارفي (7 مايو 1885 في أستراليا - 8 سبتمبر 1962) (بالإنجليزية: George Harvey)‏ هو لاعب كريكت أسترالي.

## وصلات خارجية
- جورج هارفي على موقع إي آس بي آن كريك إنفو (الإنجليزية)